# Pyrolirion cutleri
Pyrolirion cutleri là một loài thực vật có hoa trong họ Amaryllidaceae. Loài này được (Cárdenas) Ravenna miêu tả khoa học đầu tiên năm 1978.